# Claude Minière
Claude Minière (* 25. Oktober 1938 in Paris) ist ein französischer Lyriker und Essayist.
Minières arbeitete zunächst als Lehrer in der Beauce. Seine erste Schriften erschienen in der Zeitschrift Tel Quel Nach einem Studium der Politikwissenschaft arbeitete er zunächst im IRCAM, dann beim französischen Kultusministerium und unterrichtete fünf Jahre lang an der École des Beaux-Arts.
Als Lyriker ist Minière der französischen Avantgarde zuzuordnen. Als Kenner der zeitgenössischen bildenden Kunst veröffentlichte er 1995 einen Überblick über 30 Jahre französischer Kunstgeschichte unter dem Titel L’art en France 1965-1995.
Weiterhin trat Minière als Übersetzer von Frank O’Hara, Friedrich Hölderlin und Ezra Pound hervor. Von letzterem übersetzte er mit Margaret Tunstill Henri Gaudier-Brzeska, A Memoir und Treatise on Harmony, 2006 veröffentlichte er über ihn den Essay Pound caractère chinois.

## Werke
- L’Application des lectrices aux champs, 1968
- Vita nova, 1978
- Glamour, 1979
- La Mort des héros (mit Mathias Pérez), 1983
- Difficulté passagère, 1987
- L’Hommage à Lord Chandos (mit Valère Novarina), 1990
- Course libre (mit Claude Viallat), 1990
- De la nature 1990
- La Chambre bouleversée, 1992
- Chroniques (mit Toni Grand), 1992
- Traité de tactique et de poétique (mit Daniel Dezeuze), 1994
- L’Art en France, 1995
- Etudes de nuages (mit Jacques Barry), 1998
- La Trame d’Or, 1999
- Lucrèce, 1999
- Claude Viallat, 1999
- Le Temps est un dieu dérangé, 2000
- Balthus, 2000
- Hymne (mit Djamel Meskache), 2003
- Perfection, 2005
- Pound caractère chinois, 2006

| Personendaten    | Personendaten                      |
| ---------------- | ---------------------------------- |
| NAME             | Minière, Claude                    |
| KURZBESCHREIBUNG | französischer Lyriker und Essayist |
| GEBURTSDATUM     | 25. Oktober 1938                   |
| GEBURTSORT       | Paris                              |